# Projekt Athena
Das Projekt Athena war im Zeitraum von 1983 bis 1991 ein gemeinsames Projekt des MIT, der Digital Equipment Corporation und IBM. Ziel war die Herstellung einer Campus-weiten verteilten Rechnerumgebung für Ausbildungszwecke. Als solches ist das Projekt mindestens am MIT bis heute (2018) noch aktuell.
Projekt Athena war ein wichtiger Meilenstein in der frühen Geschichte des verteilten Rechnens unter einer Desktop-Metapher. In diesem Projekt entstand das X Window System, das Authentisierungsprotokoll Kerberos und der Zephyr Benachrichtigungsdienst. Athena beeinflusste außerdem die Entwicklung von thin computing, LDAP, Active Directory und instant Messaging.

## Geschichtlicher Überblick
Die ursprünglichen Ziele des Projekt Athena waren die folgenden:
- Entwicklung computerbasierter Lernwerkzeuge zum Einsatz in vielfältigen Lernumgebungen
- Erwerb einer Wissensbasis für zukünftige Entscheidungen über den Rechnereinsatz in der Ausbildung
- Schaffung einer Rechnerumgebung, die verschiedenartige Hardwaretypen unterstützt
- Erleichterung des Austauschs von Ideen, Programmen, Daten und Erfahrungen innerhalb des MIT

Um diese Ziele zu erreichen, beschloss das Technische Komitee, eine verteilte Rechnerumgebung zu bauen. Dabei sollten die Studierenden Zugang zu Hochleistungs-Grafik-Workstations bekommen, die nach dem damaligen Stand der Technik eine Rechenleistung von 1 MIPS, einen Hauptspeicher von 1 Megabyte und einen Bildschirm mit 1 Megapixel haben sollten. Nachdem sie sich an einer beliebigen Workstation angemeldet hatten, sollten sie über zentrale Dienste unmittelbar Zugriff auf eine umfassende Menge von Dateien und Programmen bekommen. Trotz verschiedener Hardwareanbieter sollte die Benutzungsschnittstelle überall gleichartig aussehen, und für die Administration von hunderten von Workstations sollte nur eine kleine Mannschaft benötigt werden. Diese Forderungen führten zur Entwicklung „zustandsloser“ „thin Client“-Workstations.
Im Projekt wurden zahlreiche Techniken entwickelt, die heute weithin verwendet werden, zum Beispiel das X Window System, das Kerberos-Authentisierungsprotokoll, das X Athena Widget Set, der Zephyr Notification Service, einer der ersten Instant-Messaging-Dienste, und der Verzeichnisdienst Hesiod. Das
X Window System hatte als gemeinsames Project des Projekt Athena und des Laboratory for Computer Science am MIT begonnen.
Nach dem Abschluss des Projekts Athena im Juni 1991 wurde die entstandene Rechnerumgebung Athena system genannt und die Verwaltung MIT Information Systems organization übertragen. Das Athena-System wird in der MIT-Gemeinde immer noch vielfach verwendet, unter anderem in den Rechnerpools, die über den Campus verteilt sind. Es liegt auch für die Installation auf PCs bereit.

## Eine Rechnerumgebung für die Ausbildung
Athena wurde mit dem Ziel entwickelt, den Arbeitsaufwand zu seinem Betrieb zu minimieren. Dies wurde zum Teil durch die heute sogenannte „Thin-Client“-Architektur und durch normierte Desktop-Konfigurationen erreicht. Dadurch wird außerdem der Ausbildungsaufwand für Installation, Aktualisierung und Fehlersuche reduziert.
Unter Beibehaltung seiner ursprünglichen Ziele wurde der Zugang zum
Athena System in den letzten Jahren stark erweitert. Während 1991 der Zugang in der Regel über Rechnerpools in Universitätsgebäuden erfolgte, wurde der Zugang ausgeweitet auf Studentenwohnheime, Studentenverbindungen und unabhängige Wohngemeinschaften. Einige Studentenwohnheime haben offiziell unterstützte Athena-Cluster.
Ursprünglich verwendete Athena Berkeley Software Distribution (BSD) als Betriebssystem für alle Hardware-Plattformen. Mitte der 1990er Jahre bestanden die öffentlichen Computerpools hauptsächlich aus SPARC Hardware von Sun Microsystems mit dem Betriebssystem Solaris und Silicon Graphics (SGI) Workstations auf der Basis der MIPS Hardware und dem Betriebssystem IRIX. Die SGI Hardware wurde ausgemustert, weil ihre Produktion im Jahr 2006 endete. Linux-Athena wurde dann in der Version 9 mit dem Betriebssystem Red Hat Enterprise Linux auf billigerer x86 oder x86-64 Hardware eingeführt. Athena 9 ersetzte auch das intern entwickelte „DASH“ Menüsystem und den Motif Window Manager (mwm) durch einen moderneren Gnome Desktop. Athena 10, das 2009 erscheinen soll, wird dann nur noch auf Ubuntu Linux (abgeleitet von Debian) basieren. Die Unterstützung für Solaris wird vermutlich ganz eingestellt.

## Ausbildungssoftware
Die ursprüngliche Vorstellung im Projekt Athena war es, dass es vorlesungsspezifische Software gäbe, die zusammen mit dem Lehrprogramm entwickelt würde. Heute werden Computer allerdings vorwiegend für sogenannte „horizontale“ Anwendungen wie E-Mail, Textverarbeitung, Kommunikation und Grafik verwendet.
Die größte Auswirkung des Projekts Athena auf die Ausbildung war die Integration von Drittanbieter-Software in die Kurse. Matlab und Maple werden in einer großen Zahl natur- und ingenieurwissenschaftlicher Veranstaltungen verwendet. Die Professoren erwarten, dass ihre Studierenden auf diese Anwendungen Zugriff haben und damit umgehen können, um ihre Projekte und Hausaufgaben zu bearbeiten; einige haben ihre ursprünglich für das X Window System hergestellte Ausbildungssoftware auf die MATLAB-Plattform umgeschrieben.
Es gab zwar einige Beispiele von themenspezifischer Ausbildungssoftware am MIT und anderswo, aber sie wird nicht in breiten Kreisen verwendet und ihr Beitrag zur Verbesserung der Ausbildung ist umstritten.

## Beitrag zur Entwicklung verteilter Systeme
Athena war kein Forschungsprojekt und die Entwicklung neuer Modelle der Rechnerverwendung war kein vorrangiges Ziel des Projekts, vielmehr war das Gegenteil der Fall: das MIT wollte eine hochwertige Rechnerumgebung für die Lehre. Offensichtlich war der einzige Weg, dies zu erreichen, eine solche Umgebung selbst zu bauen unter Verwendung von verfügbaren Komponenten, wobei diese durch eigene Software erweitert wurden, um das gewünschte verteilte System herzustellen. Allerdings arbeitete die Tatsache, dass dies eine bahnbrechende Entwicklung in einem Gebiet war, das für die ganze Computerindustrie von größtem Interesse war, stark zugunsten des MIT, indem es große Fördermittel aus der Industrie anzog.
Die Erfahrung hat gezeigt, dass eine fortgeschrittene Entwicklung, die darauf abzielt, wichtige Probleme zu lösen, erfolgreicher ist als die fortgeschrittene Entwicklung zur Verbreitung einer Technik, die immer noch nach einem Problem sucht, das sie lösen soll. Athena ist ein Beispiel für eine fortgeschrittene Entwicklung, die ein ebenso dringendes wie wichtiges Problem lösen sollte. Die Notwendigkeit, ein echtes Problem zu lösen, hielt Athena dazu an, sich auf wichtige Fragen zu konzentrieren und sie zu lösen, und sich dabei nicht von wissenschaftlich interessanten, aber relativ unwichtigen Fragestellungen ablenken zu lassen. Deshalb erbrachte Athena sehr bedeutsame Beiträge zur Technik des verteilten Rechnens und löste nebenbei ein Ausbildungsproblem.
Die auf Athena zurückgehenden Innovationen in Systemarchitektur und Entwurfsprinzipien sind, in heutiger Terminologie, unter anderem:
- Das Client-Server-Modell zum verteilten Rechnen mit einer „three-tier“-Architektur
- Der Thin Client (zustandslose) Desktop-Rechner
- Ein systemweites Sicherheitssystem (Kerberos, verschlüsselte Authentifizierung)
- Ein Verzeichnisdienst (Hesiod)
- Das in der Unix-Gemeinde weithin verwendete X Window System
- Das X tool kit (Xtk) für die leichte Herstellung grafischer Benutzungsschnittstellen
- Instant Messaging (Zephyr)
- Ein systemweiter Verzeichnisbaum
- Ein integriertes systemweites Wartungssystem (Moira Service Management System)
- Ein OnlineHilfesystem (OLH)
- Ein öffentliches Bulletin Board System (Discuss)

Viele Entwurfskonzepte, die für das OLH entwickelt wurden, treten heute in verbreiteten Helpdesk-Softwarepaketen auf.
Weil die funktionalen Vorteile und die Vorteile für das System-Management, die das Athena System bereitstellte, in keinem anderen System der Zeit verfügbar waren, breitete sich seine Verwendung über den MIT-Campus hinaus aus. In Übereinstimmung mit der Strategie des MIT, wurde die Software allen interessierten Parteien kostenlos zur Verfügung gestellt. DEC machte ein richtiges Produkt daraus und bot es zusammen mit Support-Diensten auf dem Markt an. Eine ganze Reihe (vermutlich 40–60) akademischer und industrieller Organisationen installierten die Athena-Software.
Auch die Architektur des Systems fand Verwendung außerhalb des MIT. Insbesondere war das Distributed Computing Environment (DCE) der Open Software Foundation auf Konzepten aufgebaut, die ursprünglich von Athena vorgestellt worden waren. Später nahm das Windows NT Betriebssystem von Microsoft das Kerberos-Protokoll und andere grundlegende Architekturentwurfsentscheidungen auf, die erstmals in Athena implementiert worden waren.

## Benutzer außerhalb des MIT
Die Computergrafik- und Animationsfirma Pixar Animation Studios verwendete die meisten der ersten 50 Athena-Systeme für das Rendering des Films The Adventures of André and Wally B., bevor die Rechner einer allgemeinen Verwendung zugeführt wurden.
Die Iowa State University betreibt eine Implementierung des Athena-Systems namens Project Vincent, benannt nach John Vincent Atanasoff, dem Konstrukteur des Atanasoff-Berry-Computer.
Die North Carolina State University betreibt eine Variante des Athena-Systems namens Eos/Unity
Die Carnegie Mellon University betreibt ein vergleichbares System Project Andrew, aus dem das AFS hervorging, welches im Athena-System als Dateisystem verwendet wird.
Die University of Maryland College Park betreibt eine Variante des Athena-Systems, das ursprünglich Project Glue hieß und jetzt TerpConnect.